# Ludgate Hill (Schiff)
Die Ludgate Hill war ein 1882 in Dienst gestelltes Linienpassagierschiff der britischen Reederei Twin Screw Line. In ihrer Dienstzeit wechselte sie mehrfach den Eigentümer und trug ab 1897 den Namen Livonian. 1914 wurde das Schiff im Hafen von Dover versenkt, wo es als Wrack bis 1933 verblieb.

## Geschichte
Die Ludgate Hill entstand unter der Baunummer 114 in der Werft von Dobie & Company in Govan und lief am 9. November 1883 vom Stapel. Nach der Übergabe an de Twin Screw Line wurde das Schiff ab 1882 im Nordatlantik-Verkehr eingesetzt. Die Ludgate Hill war eines der ersten Doppelschrauben-Linienschiffe auf der Nordatlantikstrecke. 1897 ging sie in den Besitz der britischen Allan Line über, um fortan als Livonian im Südamerika-Dienst betrieben zu werden. Seit 1913 gehörte das Schiff der Donaldson Line.
Nach Ausbruch des Ersten Weltkriegs wurde die Livonian am 7. November 1914 von der britischen Admiralität beschlagnahmt und im Dezember 1914 im Hafen von Dover als Blockschiff versenkt. Die Überreste des Schiffes blieben noch bis 1933 im Hafenbecken liegen und wurden anschließend abgewrackt.

## Einzelnachweis
1. ↑  Gibbons, Tony: Die Welt der Schiffe, Bassermann Verlag, 2007, ISBN 978-3809421863